# Bedford TJ
Il Bedford TJ è un veicolo commerciale per servizio medio prodotto da Bedford dal 1958 al 1975. Era una modernizzazione della precedente gamma Bedford TD.
La produzione per i mercati di esportazione durò però fino al 1986, quando divenne molto popolare e divenne una leggenda nei paesi in via di sviluppo. Dopo che Bedford fu rilevata da AWD, la produzione continuò fino al 1992 e poi in numero limitato da Marshall SPV fino al 1998.

## Storia

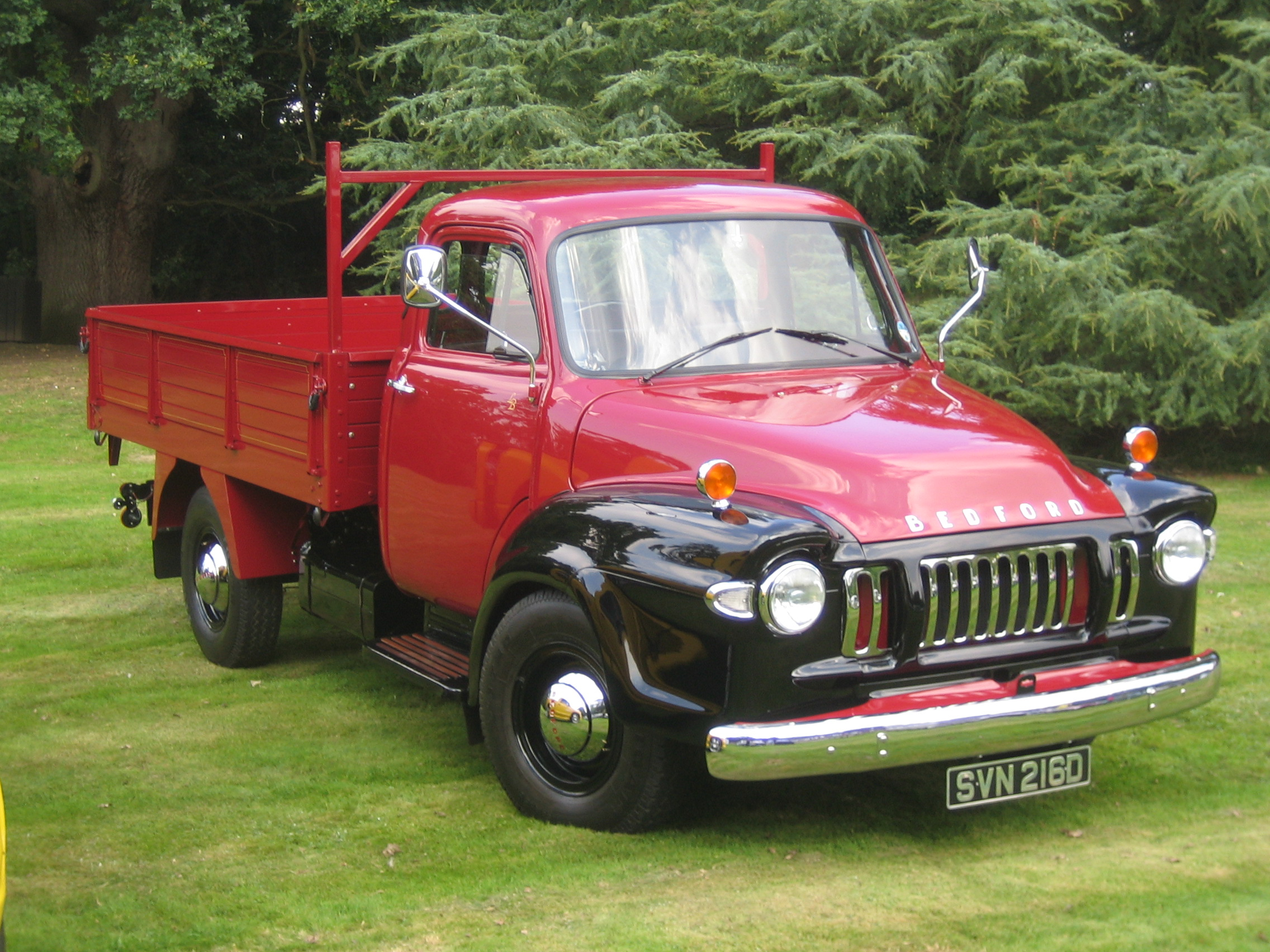
1966 Bedford J2

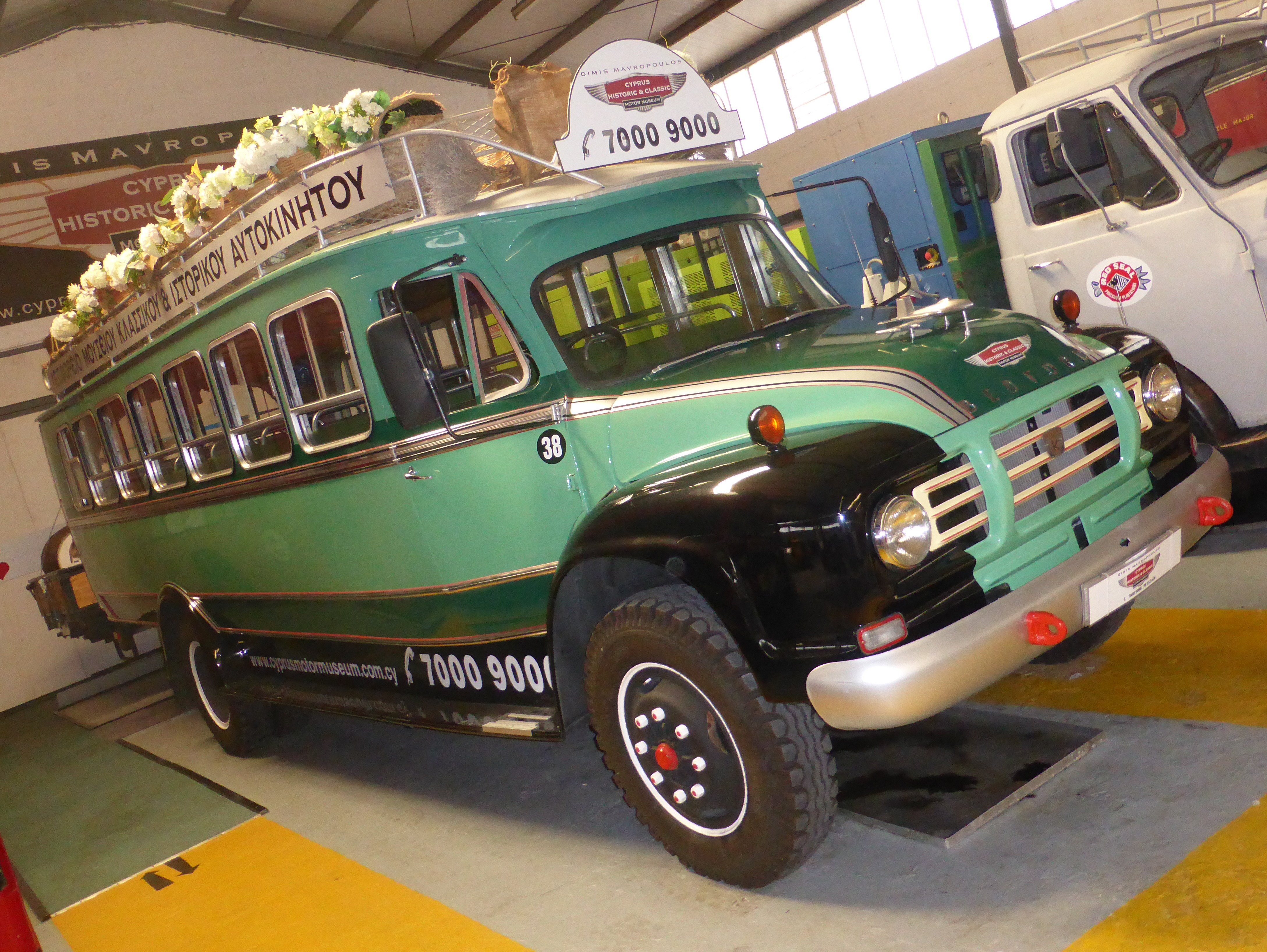
Autobus Bedford TJ a Cipro

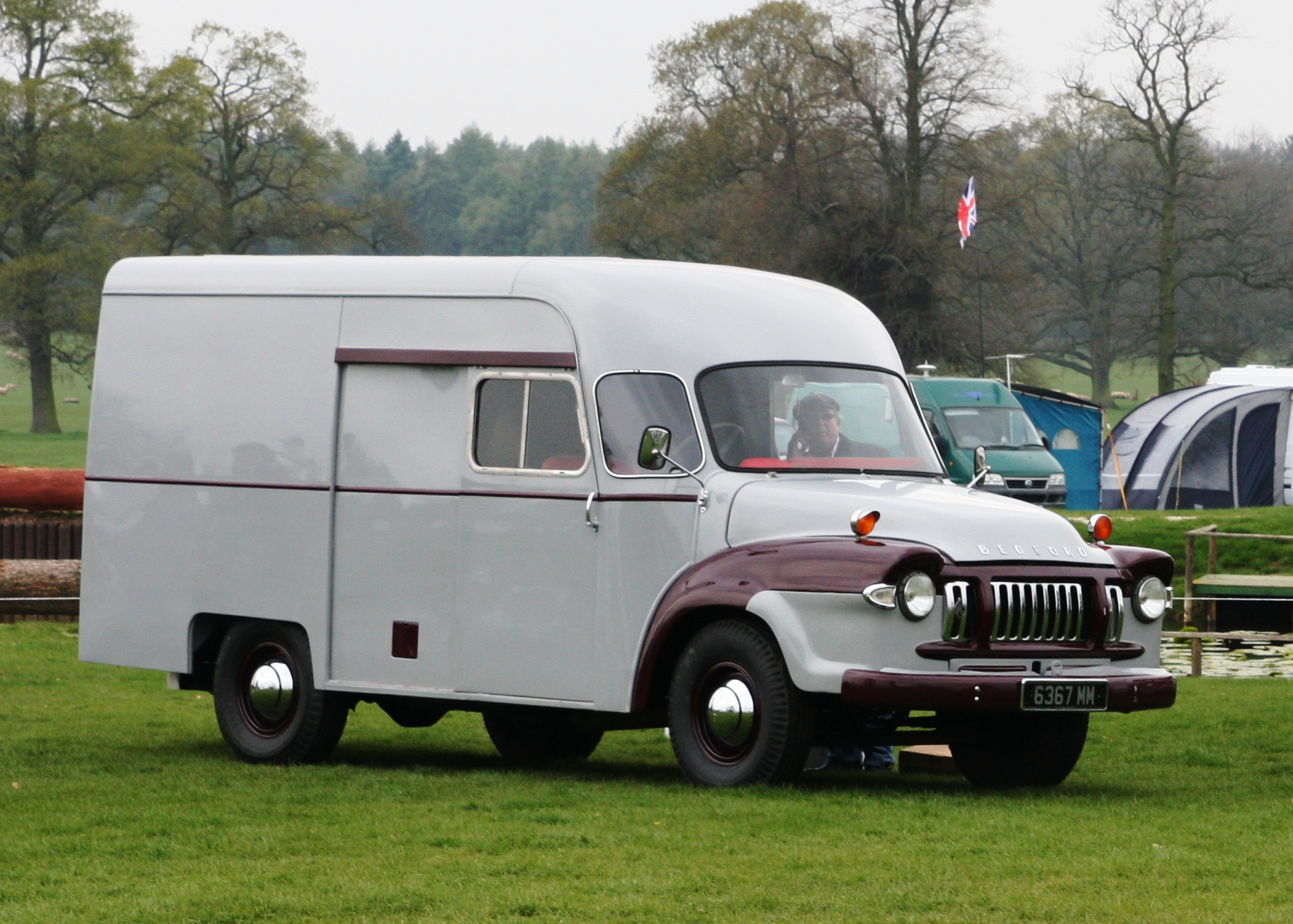
Furgone Bedford TJ

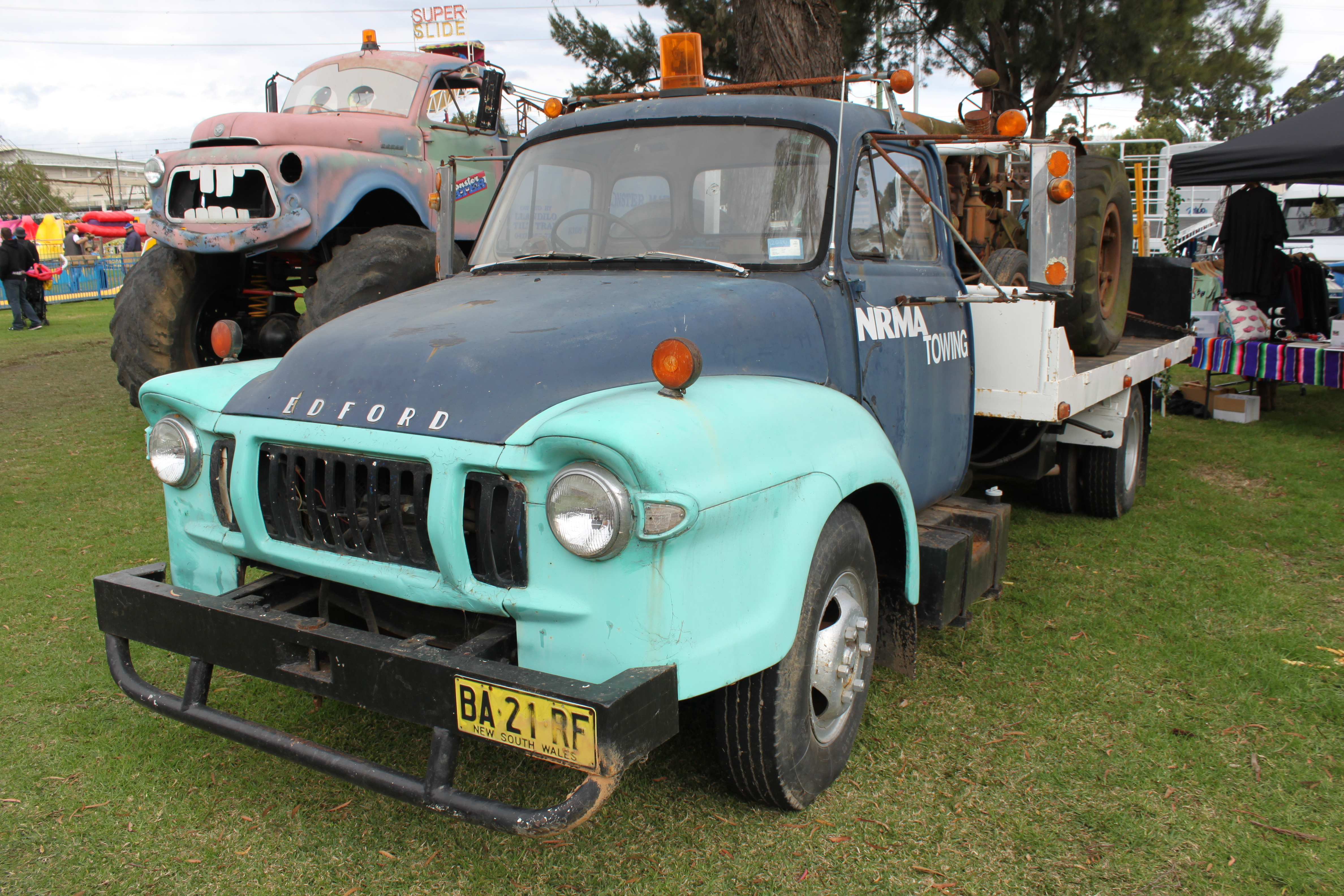
Carro attrezzi Bedford TJ

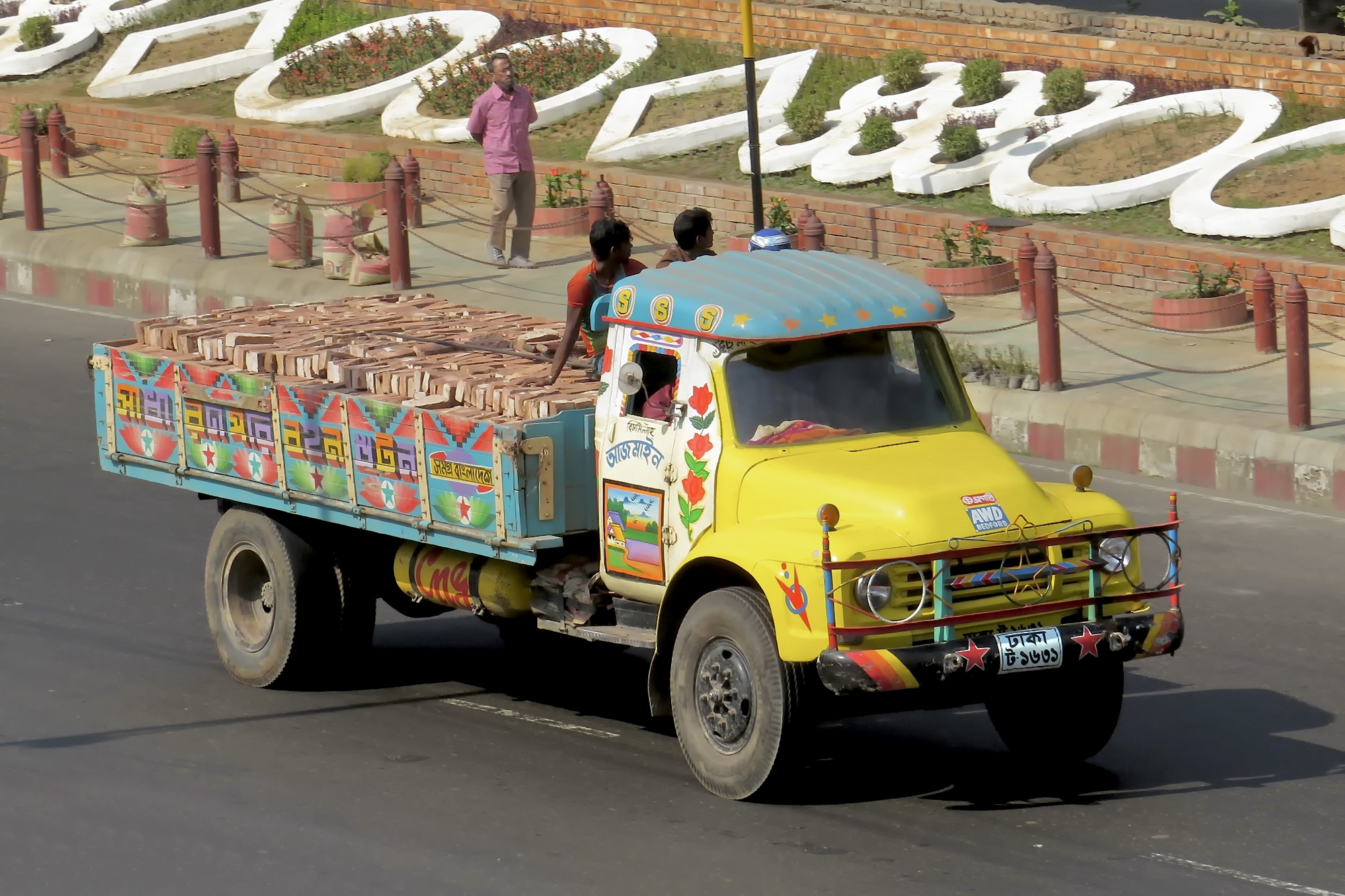
Camion Bedford TJ in Bangladesh. Si noti che ha un badge AWD sul davanti, il che significa in realtà che si tratta di un modello tardo della produzione degli anni '1980-1990, sia di AWD che di Marshall.

Il Bedford TJ iniziò a essere prodotto nel 1958 come nuovo modello di autocarro con cofano dell'azienda ed era una versione modernizzata della serie Bedford TD, modellata sul camion americano Chevrolet Advance Design. Il camion TJ è stato prodotto in molte versioni, dai pickup leggeri ai veicoli pesanti, con carichi utili fino a 5 tonnellate. Sfortunatamente, a causa del loro stile relativamente datato e presumibilmente dal momento che i camion con cofano stavano perdendo il favore in questi anni, la serie TJ non era molto popolare nel Regno Unito e non vendeva in gran numero, ad eccezione dell'AA e dell'ufficio postale Telefoni, Holland's Pies nel Lancashire ha utilizzato una grande flotta di furgoni TJ fino agli anni '80, noti per essere tenuti in condizioni molto pulite, e il TJ era spesso chiamato "furgone olandese" nel Lancashire.
Le versioni più leggere (J0) condividevano lo stesso motore a benzina della Vauxhall Cresta, che offriva prestazioni relativamente buone, sebbene non potesse far fronte molto bene a carichi superiori a 700-900 kg. Le varianti più pesanti utilizzavano lo stesso motore della serie Bedford TD. Nei mercati di esportazione, in particolare in paesi come India, Bangladesh, Pakistan e altri paesi in via di sviluppo, il TJ ha venduto in gran numero, grazie alla sua affidabilità e al prezzo relativamente basso rispetto alla concorrenza. Nel 1975, la TJ fu ritirata dal mercato del Regno Unito e segnò l'ultimo veicolo di Bedford nel segmento. I camioncini e i furgoni J0 e J1 furono sostituiti dai furgoni Bedford CF, ma le versioni pesanti (J2 e superiori) rimasero senza un successore.
Dopo il 1975, il TJ è stato offerto solo per l'esportazione, dove ha avuto un discreto successo, tuttavia, durante gli anni '80, le esportazioni in paesi come l'Australia e la Nuova Zelanda si sono fermate, poiché era chiaro che questi camion erano molto obsoleti e non potevano competere più sul mercato, tuttavia, ha continuato la produzione per l'esportazione nei paesi in via di sviluppo. Dopo il 1986, lo stabilimento di Dunstable fu venduto a David JB Brown e divenne AWD Trucks. La produzione del TJ è continuata con il badge AWD Bedford. Dopo che Marshall SPV ha acquistato AWD Trucks, hanno continuato a produrre la serie TJ, ma in numero limitato. Gli ultimi camion TJ sono stati costruiti nel 1998, quando è stato effettuato un ordine per 100 camion da esportare in Kenya.

### Pakistan
In Pakistan, il J5/6 è molto popolare e domina il traffico veicolare commerciale. Ha uno status di culto tra i conducenti ed è noto per la sua potenza, affidabilità e durata. Oltre il 50% dei camion in Pakistan sono veicoli Bedford. Lì, la TJ fu costruita localmente dalla National Motors Limited, che in seguito fu ribattezzata Ghandhara Industries Limited, e fu poi acquistata da Isuzu. Tuttavia, i pezzi di ricambio per il camion vengono ancora prodotti.

### India
Una società indiana, Hindustan Motors, ha prodotto anche le versioni più grandi (J5/6) del veicolo in quel paese dal 1968, la produzione è durata fino al 1995 quando il veicolo ha dimostrato di non essere in grado di competere con i veicoli Tata e Ashok Leyland.

### Australia
Il TJ è stato ampiamente esportato. In Australia sono stati distribuiti da GM-Holden.

### Malaysia
I camion Bedford TJ furono prodotti anche in Malesia da kit smontabili, fino alla fine degli anni '70, quando i veicoli Bedford generalmente caddero in disgrazia lì e GM si concentrò maggiormente sulla promozione di Isuzu su quel mercato. 

### Cipro
A Cipro, il Bedford TJ è stato assemblato localmente dalla Kaisis Motor Company sia in versione camion che autobus. La produzione terminò alla fine degli anni '80 dopo che la fabbrica fu gravemente danneggiata dall'invasione di Cipro del 1974.